# The Wish
The Wish è il settimo album dei Legs Diamond, pubblicato nel 1993 per l'etichetta discografica Music For Nations.

## Tracce
1. Paradise Lost (Kury, Marcus, Prince) 5:07
2. Red Light (Prince) 5:06
3. Be the One (Marcus, Prince, Sanford) 5:55
4. Street Justice (Kury, Marcus, Prince) 4:50
5. Wish Song (Marcus, Prince, Sanford) 7:33
6. Every Man (Prince, Sanford) 4:50
7. In My Dreams (Prince) 7:07
8. What's da Matter With U (Marcus, Watson) 2:02
9. Hey Kid (Kury, Prince) 4:50
10. Nuthin' (Prince) 4:10
11. Minister Destiny (Kury, Marcus, Prince) 3:52
12. One Sin a Lifetime (Prince) 4:48
13. Forever (Prince) 3:10

## Formazione
- Rick Sanford - voce
- Jeff Stuart Marcus - chitarra solista, cori
- Mike Prince - chitarra ritmica, tastiere, cori
- Adam Kury - basso, cori
- Dusty Watson - batteria, cori